# Тривио (Анкона)
Тривио (итал. Trivio) насеље је у Италији у округу Анкона, региону Марке.
Према процени из 2011. у насељу је живело 18 становника. Насеље се налази на надморској висини од 461 м.